# Bossiaea cucullata
Bossiaea cucullata är en ärtväxtart som beskrevs av James Henderson Ross. Bossiaea cucullata ingår i släktet Bossiaea och familjen ärtväxter. Inga underarter finns listade i Catalogue of Life.